# Convocazioni per la Coppa del mondo per club FIFA 2018
Elenco dei giocatori convocati da ciascun club partecipante alla Coppa del mondo per club FIFA 2018.

## Club

### Al-Ain
Allenatore:  Zoran Mamić
| N. |                                | Ruolo | Calciatore                |
| -- | ------------------------------ | ----- | ------------------------- |
| 1  | Emirati Arabi Uniti (bandiera) | P     | Mohammed Busanda          |
| 3  | Mali (bandiera)                | C     | Tongo Doumbia             |
| 5  | Emirati Arabi Uniti (bandiera) | D     | Mohamed Ismail (capitano) |
| 6  | Emirati Arabi Uniti (bandiera) | C     | Amer Abdulrahman          |
| 7  | Brasile (bandiera)             | C     | Caio                      |
| 9  | Svezia (bandiera)              | A     | Marcus Berg               |
| 11 | Emirati Arabi Uniti (bandiera) | C     | Bandar Al-Ahbabi          |
| 12 | Emirati Arabi Uniti (bandiera) | P     | Hamad Al-Mansouri         |
| 13 | Emirati Arabi Uniti (bandiera) | C     | Ahmed Barman              |
| 14 | Emirati Arabi Uniti (bandiera) | D     | Mohammed Fayez            |
| 16 | Emirati Arabi Uniti (bandiera) | C     | Mohamed Abdulrahman       |
| 17 | Emirati Arabi Uniti (bandiera) | P     | Khalid Eisa               |

| N. |                                | Ruolo | Calciatore        |
| -- | ------------------------------ | ----- | ----------------- |
| 18 | Emirati Arabi Uniti (bandiera) | C     | Ibrahim Diaky     |
| 19 | Emirati Arabi Uniti (bandiera) | D     | Mohanad Salem     |
| 23 | Emirati Arabi Uniti (bandiera) | D     | Mohamed Ahmed     |
| 28 | Emirati Arabi Uniti (bandiera) | C     | Sulaiman Nasser   |
| 30 | Emirati Arabi Uniti (bandiera) | C     | Mohammed Khalfan  |
| 33 | Giappone (bandiera)            | C     | Tsukasa Shiotani  |
| 43 | Emirati Arabi Uniti (bandiera) | C     | Rayan Yaslam      |
| 44 | Emirati Arabi Uniti (bandiera) | D     | Saeed Jumaa       |
| 74 | Egitto (bandiera)              | C     | Hussein El Shahat |
| 88 | Egitto (bandiera)              | C     | Yahya Nader       |
| 99 | Emirati Arabi Uniti (bandiera) | A     | Jamal Ibrahim     |

### CDGuadalajara
Allenatore:  José Cardozo
| N. |                    | Ruolo | Calciatore                |
| -- | ------------------ | ----- | ------------------------- |
| 1  | Messico (bandiera) | P     | Raúl Gudiño               |
| 2  | Messico (bandiera) | D     | Josecarlos Van Rankin     |
| 3  | Messico (bandiera) | D     | Carlos Salcido (capitano) |
| 4  | Messico (bandiera) | D     | Jair Pereira              |
| 5  | Messico (bandiera) | D     | Hedgardo Marín            |
| 6  | Messico (bandiera) | D     | Edwin Hernández           |
| 7  | Messico (bandiera) | C     | Orbelín Pineda            |
| 9  | Messico (bandiera) | A     | Alan Pulido               |
| 10 | Messico (bandiera) | C     | Javier Eduardo López      |
| 11 | Messico (bandiera) | C     | Isaác Brizuela            |
| 13 | Messico (bandiera) | C     | Walter Sandoval           |
| 14 | Messico (bandiera) | C     | Ángel Zaldívar            |

| N. |                        | Ruolo | Calciatore            |
| -- | ---------------------- | ----- | --------------------- |
| 16 | Messico (bandiera)     | D     | Miguel Ángel Ponce    |
| 17 | Messico (bandiera)     | D     | Jesús Sánchez García  |
| 23 | Messico (bandiera)     | A     | José de Jesús Godínez |
| 25 | Messico (bandiera)     | C     | Michael Pérez Ortiz   |
| 28 | Messico (bandiera)     | D     | Juan Miguel Basulto   |
| 29 | Stati Uniti (bandiera) | C     | Alejandro Zendejas    |
| 31 | Messico (bandiera)     | C     | Alan Cervantes        |
| 34 | Messico (bandiera)     | P     | Miguel Jiménez Ponce  |
| 35 | Messico (bandiera)     | P     | Antonio Torres        |
| 36 | Messico (bandiera)     | C     | Fernando Beltrán      |
| 37 | Messico (bandiera)     | A     | César Huerta          |

### Espérance
Allenatore:  Moïne Chaâbani
| N. |                           | Ruolo | Calciatore                |
| -- | ------------------------- | ----- | ------------------------- |
| 1  | Tunisia (bandiera)        | P     | Moez Ben Cherifia         |
| 2  | Tunisia (bandiera)        | D     | Ali Machani               |
| 3  | Tunisia (bandiera)        | D     | Aymen Mahmoud             |
| 5  | Tunisia (bandiera)        | D     | Chamseddine Dhaouadi      |
| 7  | Tunisia (bandiera)        | A     | Adam Rejaibi              |
| 8  | Tunisia (bandiera)        | C     | Anice Badri               |
| 9  | Tunisia (bandiera)        | A     | Bilel Mejri               |
| 10 | Algeria (bandiera)        | A     | Youcef Belaïli            |
| 12 | Tunisia (bandiera)        | D     | Khalil Chemmam (capitano) |
| 13 | Tunisia (bandiera)        | C     | Ali Ben Romdhane          |
| 14 | Tunisia (bandiera)        | A     | Haythem Jouini            |
| 15 | Costa d'Avorio (bandiera) | C     | Fousseny Coulibaly        |

| N. |                    | Ruolo | Calciatore            |
| -- | ------------------ | ----- | --------------------- |
| 18 | Tunisia (bandiera) | C     | Saad Bguir            |
| 19 | Tunisia (bandiera) | P     | Rami Jridi            |
| 20 | Tunisia (bandiera) | C     | Ayman Ben Mohamed     |
| 22 | Tunisia (bandiera) | D     | Sameh Derbali         |
| 23 | Tunisia (bandiera) | P     | Ali Jemal             |
| 24 | Tunisia (bandiera) | D     | Iheb Mbarki           |
| 25 | Tunisia (bandiera) | C     | Ghailene Chaalali     |
| 26 | Tunisia (bandiera) | D     | Houcine Rabii         |
| 28 | Tunisia (bandiera) | C     | Mohamed Amine Meskini |
| 29 | Tunisia (bandiera) | A     | Mohamed Larbi         |
| 30 | Camerun (bandiera) | C     | Franck Kom            |

### Kashima Antlers
Allenatore:  Gō Ōiwa
| N. |                          | Ruolo | Calciatore       |
| -- | ------------------------ | ----- | ---------------- |
| 1  | Corea del Sud (bandiera) | P     | Kwoun Sun-tae    |
| 2  | Giappone (bandiera)      | D     | Atsuto Uchida    |
| 3  | Giappone (bandiera)      | D     | Gen Shōji        |
| 4  | Brasile (bandiera)       | C     | Léo Silva        |
| 6  | Giappone (bandiera)      | C     | Ryōta Nagaki     |
| 8  | Giappone (bandiera)      | C     | Shōma Doi        |
| 11 | Brasile (bandiera)       | C     | Leandro          |
| 14 | Giappone (bandiera)      | A     | Takeshi Kanamori |
| 16 | Giappone (bandiera)      | D     | Shūto Yamamoto   |
| 18 | Brasile (bandiera)       | C     | Serginho         |
| 19 | Giappone (bandiera)      | A     | Kazuma Yamaguchi |
| 21 | Giappone (bandiera)      | P     | Hitoshi Sogahata |

| N. |                          | Ruolo | Calciatore                  |
| -- | ------------------------ | ----- | --------------------------- |
| 22 | Giappone (bandiera)      | D     | Daigo Nishi                 |
| 25 | Giappone (bandiera)      | C     | Yasushi Endō                |
| 26 | Giappone (bandiera)      | C     | Kazune Kubota               |
| 28 | Giappone (bandiera)      | D     | Koki Machida                |
| 29 | Giappone (bandiera)      | P     | Shinichiro Kawamata         |
| 30 | Giappone (bandiera)      | A     | Hiroki Abe                  |
| 32 | Giappone (bandiera)      | D     | Koki Anzai                  |
| 35 | Corea del Sud (bandiera) | D     | Jung Seung-hyun             |
| 36 | Giappone (bandiera)      | C     | Toshiya Tanaka              |
| 39 | Giappone (bandiera)      | D     | Tomoya Inukai               |
| 40 | Giappone (bandiera)      | C     | Mitsuo Ogasawara (capitano) |

### Real Madrid
Allenatore:  Santiago Solari
| N. |                            | Ruolo | Calciatore              |
| -- | -------------------------- | ----- | ----------------------- |
| 1  | Costa Rica (bandiera)      | P     | Keylor Navas            |
| 2  | Spagna (bandiera)          | D     | Daniel Carvajal         |
| 4  | Spagna (bandiera)          | D     | Sergio Ramos (capitano) |
| 5  | Francia (bandiera)         | D     | Raphaël Varane          |
| 6  | Spagna (bandiera)          | D     | Nacho                   |
| 7  | Rep. Dominicana (bandiera) | A     | Mariano                 |
| 8  | Germania (bandiera)        | C     | Toni Kroos              |
| 9  | Francia (bandiera)         | A     | Karim Benzema           |
| 10 | Croazia (bandiera)         | C     | Luka Modrić             |
| 11 | Galles (bandiera)          | C     | Gareth Bale             |
| 12 | Brasile (bandiera)         | D     | Marcelo                 |
| 13 | Spagna (bandiera)          | P     | Kiko Casilla            |

| N. |                    | Ruolo | Calciatore        |
| -- | ------------------ | ----- | ----------------- |
| 14 | Brasile (bandiera) | C     | Casemiro          |
| 15 | Uruguay (bandiera) | C     | Federico Valverde |
| 17 | Spagna (bandiera)  | A     | Lucas Vázquez     |
| 18 | Spagna (bandiera)  | C     | Marcos Llorente   |
| 19 | Spagna (bandiera)  | D     | Álvaro Odriozola  |
| 20 | Spagna (bandiera)  | C     | Marco Asensio     |
| 22 | Spagna (bandiera)  | C     | Isco              |
| 23 | Spagna (bandiera)  | D     | Sergio Reguilón   |
| 24 | Spagna (bandiera)  | C     | Dani Ceballos     |
| 25 | Belgio (bandiera)  | P     | Thibaut Courtois  |
| 28 | Brasile (bandiera) | A     | Vinícius Júnior   |

### River Plate
Allenatore:  Marcelo Gallardo
| N. |                      | Ruolo | Calciatore             |
| -- | -------------------- | ----- | ---------------------- |
| 1  | Argentina (bandiera) | P     | Franco Armani          |
| 2  | Argentina (bandiera) | D     | Jonathan Maidana       |
| 4  | Paraguay (bandiera)  | D     | Jorge Moreira          |
| 5  | Argentina (bandiera) | C     | Bruno Zuculini         |
| 7  | Uruguay (bandiera)   | A     | Rodrigo Mora           |
| 8  | Colombia (bandiera)  | C     | Juan Fernando Quintero |
| 9  | Argentina (bandiera) | A     | Julián Álvarez         |
| 10 | Argentina (bandiera) | C     | Gonzalo Martínez       |
| 11 | Uruguay (bandiera)   | C     | Nicolás De La Cruz     |
| 14 | Argentina (bandiera) | P     | Germán Lux             |
| 15 | Argentina (bandiera) | C     | Exequiel Palacios      |
| 18 | Uruguay (bandiera)   | C     | Camilo Mayada          |

| N. |                      | Ruolo | Calciatore                 |
| -- | -------------------- | ----- | -------------------------- |
| 19 | Colombia (bandiera)  | A     | Rafael Santos Borré        |
| 20 | Argentina (bandiera) | D     | Milton Casco               |
| 22 | Argentina (bandiera) | D     | Javier Pinola              |
| 23 | Argentina (bandiera) | C     | Leonardo Ponzio (capitano) |
| 24 | Argentina (bandiera) | C     | Enzo Pérez                 |
| 25 | Argentina (bandiera) | P     | Enrique Bologna            |
| 26 | Argentina (bandiera) | C     | Ignacio Fernández          |
| 27 | Argentina (bandiera) | A     | Lucas Pratto               |
| 28 | Argentina (bandiera) | D     | Lucas Martínez Quarta      |
| 29 | Argentina (bandiera) | D     | Gonzalo Montiel            |
| 32 | Argentina (bandiera) | A     | Ignacio Scocco             |

### Team Wellington
Allenatore:  Jose Figueira
| N. |                          | Ruolo | Calciatore               |
| -- | ------------------------ | ----- | ------------------------ |
| 1  | Nuova Zelanda (bandiera) | P     | Scott Basalaj            |
| 2  | Nuova Zelanda (bandiera) | D     | Justin Gulley (capitano) |
| 3  | Nuova Zelanda (bandiera) | D     | Scott Hilliar            |
| 4  | Nuova Zelanda (bandiera) | D     | Mario Ilich              |
| 5  | Nuova Zelanda (bandiera) | D     | Liam Wood                |
| 6  | Nuova Zelanda (bandiera) | D     | Taylor Schrijvers        |
| 7  | Irlanda (bandiera)       | C     | Eric Molloy              |
| 8  | Nuova Zelanda (bandiera) | C     | Henry Cameron            |
| 9  | Nuova Zelanda (bandiera) | A     | Tom Jackson              |
| 10 | Nuova Zelanda (bandiera) | A     | Nathanael Hailemariam    |
| 11 | Argentina (bandiera)     | C     | Mario Barcia             |
| 12 | Nuova Zelanda (bandiera) | C     | Andy Bevin               |

| N. |                           | Ruolo | Calciatore          |
| -- | ------------------------- | ----- | ------------------- |
| 13 | Nuova Zelanda (bandiera)  | C     | Jack-Henry Sinclair |
| 14 | Isole Salomone (bandiera) | D     | Michael Boso        |
| 16 | Nuova Zelanda (bandiera)  | A     | Angus Kilkolly      |
| 17 | Nuova Zelanda (bandiera)  | D     | Alex Palezevic      |
| 18 | Nuova Zelanda (bandiera)  | C     | Aaron Clapham       |
| 19 | Inghilterra (bandiera)    | A     | Ross Allen          |
| 20 | Nuova Zelanda (bandiera)  | C     | Tiahn Manuel        |
| 21 | Nuova Zelanda (bandiera)  | A     | Hamish Watson       |
| 22 | Nuova Zelanda (bandiera)  | P     | Marcel Kampman      |
| 23 | Nuova Zelanda (bandiera)  | P     | Charlie Morris      |
| 24 | Martinica (bandiera)      | A     | Steven Lecefel      |